# エリック・オルソン
エリック・ソアー・オルソン（Eric Thor Olson, 1952年1月24日 - ）は、アメリカ合衆国海軍の軍人。2007年5月に海軍軍人としては初となる特殊作戦軍司令官に任命され、あわせて海軍大将に叙された。SEAL出身者で初の大将。

## 経歴
ワシントン州タコマに生まれ、1973年、海軍兵学校を卒業。SEAL訓練課程修了後、SEALチーム2およびチーム1に配属され、以後一貫して特殊戦畑を歩む。1989年にSEAL第1輸送艇部隊長、1991年には第2特殊ボート戦隊長に任ぜられる。1993年10月のモガディシュの戦闘では救助部隊を支援し、この功績により銀星章を授与される。1994年、海軍特殊戦展開グループ(DEVGRU)司令官となり、その後、統合特殊作戦コマンド参謀長となる。
1999年4月、准将に昇進。同年7月、アメリカ海軍特殊戦コマンド司令官に任命され、
2002年2月、少将となる。
2002年6月には海軍作戦本部戦略政策課長となり、ついで
2003年1月、海軍作戦次長補（計画・政策・作戦担当）に任ぜられる。
2003年6月、特殊作戦軍副司令官となり、あわせて中将に昇進。
2007年5月にはブライアン・ブラウン陸軍大将の後任として第8代の特殊作戦軍司令官に任命され、あわせて大将となった。
オルソンはこの他に、国連軍事オブザーバーとしてイスラエルおよびエジプト勤務を経験している。また、海軍大学院で国家安全保障問題の修士号を取得しており、国防言語研究所(Defense Language Institute)でフランス語とアラビア語を習得している。

## 参照資料
1. ↑  Jim Garamone, "Navy Admiral Takes Helm of U.S. Special Ops Command," American Forces Press Service News Articles, U.S. Department of Defense, July 9, 2007.
2. ↑  Henry Cuningham, "Seventy-First grad retiring with 4 stars," FeyObserver.com, July 09, 2007."
3. ↑  Mike Bottoms & Laura LeBeau, "USSOCOM holds historic change of command ceremony," U.S. Special Operation Command News Release, July 2007, p.2.
4. ↑  Richard Lardner & Anne Flahety, "Admiral: Bureaucracy hampers terror war," USATODAY.com, 2007.
5. ↑  U.S. Department of Defense, "Memorandum for Correspondents: No. 043-M," April 8, 1999.
6. ↑  U.S. Department of Defense, "Memorandum for Correspondents: No.114-M," July 9, 1999.
7. ↑  U.S. Department of Defense, "News Release: No.  076-02," February 15, 2002.
8. ↑  U.S. Department of Defense, "News Release: No. 314-02," June 18, 2002.
9. ↑  U.S. Department of Defense, "News Release: No. 042-03," January 30, 2003.
10. ↑  U.S. Department of Defense, "News Release: No. 438-03," June 20, 2003.
11. ↑  U.S. Department of Defense, "News Release: No. 562-07," May 10, 2007.
12. ↑  Mike Bottoms & Laura LeBeau, Op. cit., p.2.